# Slievelamagan
Slievelamagan är ett berg i Storbritannien.   Det ligger i riksdelen Nordirland, i den västra delen av landet, 500 km nordväst om huvudstaden London. Toppen på Slievelamagan är 699 meter över havet, eller 191 meter över den omgivande terrängen. Bredden vid basen är 2,0 km. Slievelamagan ingår i Mournebergen.
Terrängen runt Slievelamagan är huvudsakligen kuperad.Runt Slievelamagan är det ganska tätbefolkat, med 78 invånare per kvadratkilometer. Närmaste större samhälle är Newcastle, 7,7 km nordost om Slievelamagan. Trakten runt Slievelamagan består i huvudsak av gräsmarker.